# ألان دافي (موظف مدني)
ألان دافي (بالإنجليزية: Alan Davey)‏ هو موظف مدني بريطاني، ولد في 12 نوفمبر 1960.